# Juan Carlos Barreto
Juan Carlos Barreto (ur. 11 marca 1957 w Monterrey) – meksykański aktor telewizyjny, filmowy i teatralny.

## Wybrana filmografia
- 2007: Spalone mosty (Quemar las naves) jako Efraín
- 2010: Cudowna róża (La rosa de Guadalupe)
- 2012: Cachito de cielo  jako Tristán Luna / Esteban Rubio
- 2013: Mentir para vivir jako Rubén Camargo
- 2013: Za głosem serca (Lo que la vida me robó) jako Macario Peralta Cabrera
- 2014: Yo no creo en los hombres jako Lic. Arango
- 2016-2017: La candidata jako Mario Bárcenas
- 2017-2018: Papá a toda madre jako Nerón Machuca
- 2018-2019: Por amar sin ley jako Jacinto Dorantes
- 2019: Uzurpatorka (La Usurpadora) jako Manuel Hernández

## Nagrody i nominacje
| Rok  | Nagroda            | Kategoria                       | Telenowela         | Rezultat  |
| ---- | ------------------ | ------------------------------- | ------------------ | --------- |
| 2011 | Premios TVyNovelas | Najlepszy antagonista           | Para volver a amar | Wygrana   |
| 2014 | Premios TVyNovelas | Najlepszy aktor drugoplanowy    | Mentir para vivir  | Nominacja |
| 2017 | Premios TVyNovelas | Najlepszy antagonista           | La candidata       | Wygrana   |
| 2018 | Premios TVyNovelas | Najlepszy aktor pierwszoplanowy | Papá a toda madre  | Wygrana   |